# JR貨物コキ72形貨車
JR貨物コキ72形貨車（JRかもつコキ72がたかしゃ）は、日本貨物鉄道（JR貨物）が各種海上コンテナ輸送用として1996年（平成8年）度に製作した貨車（コンテナ車）である。

## 概要
コキ100系コンテナ車を用いて再開された海上コンテナの鉄道輸送は、輸送需要の拡大や行政の支援によって好調に推移してきた。1993年（平成5年）以降の規制緩和によって大型コンテナの道路輸送が可能となったことを受け、JR貨物では、従来車両で対応できない大型重量コンテナを輸送可能とする新型コンテナ車を開発した。これが本形式である。
JR貨物の車両として初めて、総重量24 t のISO20 ft コンテナ積載に対応したほか、各種の海上コンテナやJRコンテナを効率的に輸送できる低床貨車として1両（コキ72-901）のみ川崎重工業にて製作された。

## 構造
台枠は独特の構造で、高さ9 ft 6 inの背高コンテナを積載できるよう、床面高さ740 mmの低床平床構造としている。1両単位で運用できるよう、両側のデッキ部分高さは一般のコンテナ車に合わせ、一段高い位置にある。全長は16,000 mm、外部塗色はコンテナレッド（赤紫）である。
荷重は48 tで、ISO規格20 ft海上コンテナ（総重量24 t）が2個積載できる。他、JR20 ft・ISO20 ft (20.3 t)が2個、JR30 ft・ISO40 ftが1個積載できる。
コンテナの緊締装置は線路方向（車体の長手方向）にスライドして収納する方式である。製作当初はJR12ftコンテナ用の緊締装置を装備していなかったが、後から専用の緊締装置を取り付け、JR12 ftコンテナを3個積載可能としている。
台車は床面を下げるため車輪径を610 mmに小型化したFT15形である。コキ70形に用いられたFT11形を基本とし、シェブロンゴム支持の軸箱装置、ボルスタレス式空気ばね装備の構造は共通である。固定軸距は2,000 mmに拡大され、空気ばねは重荷重に対応するため大型化された。
ブレーキ装置はコキ71形と同一のCLE方式（応荷重式電磁自動空気ブレーキ）を装備する。コキ70形で試用された滑走防止装置は装備しない。

## 現況
本形式は製作後、横浜本牧 - 宇都宮貨物ターミナルを主とする区間で海上コンテナ輸送に用いられた。
しかし、後日の建築限界調査で、高さ9 ft 6 inの背高コンテナ輸送に必ずしも低床車両を必要としないことが判明したことから、製作や保守のコストが大きい本形式は量産に移行せず、試作車1両 (901) の落成で終了した。以後の製作は製作コストを抑えながらも海上コンテナ積載に対応させたコキ106形や、床面高さをコキ100系と同一の1,000 mmとして本形式とほぼ同等の積載能力をもつコキ200形に移行している。本形式は運用終了とされ、JR貨物稲沢駅構内に留置されていたが、2021年8月下旬ごろに解体され現存しない。